# 립모터
립모터(영어: Leapmotor, 중국어 간체자: 零跑汽车, 정체자: 零跑汽車, 병음: Líng pǎo qìchē, 직역: Leap car)는 중국 항저우시에 본사를 둔 전기 자동차 제조업체이다.

## 역사

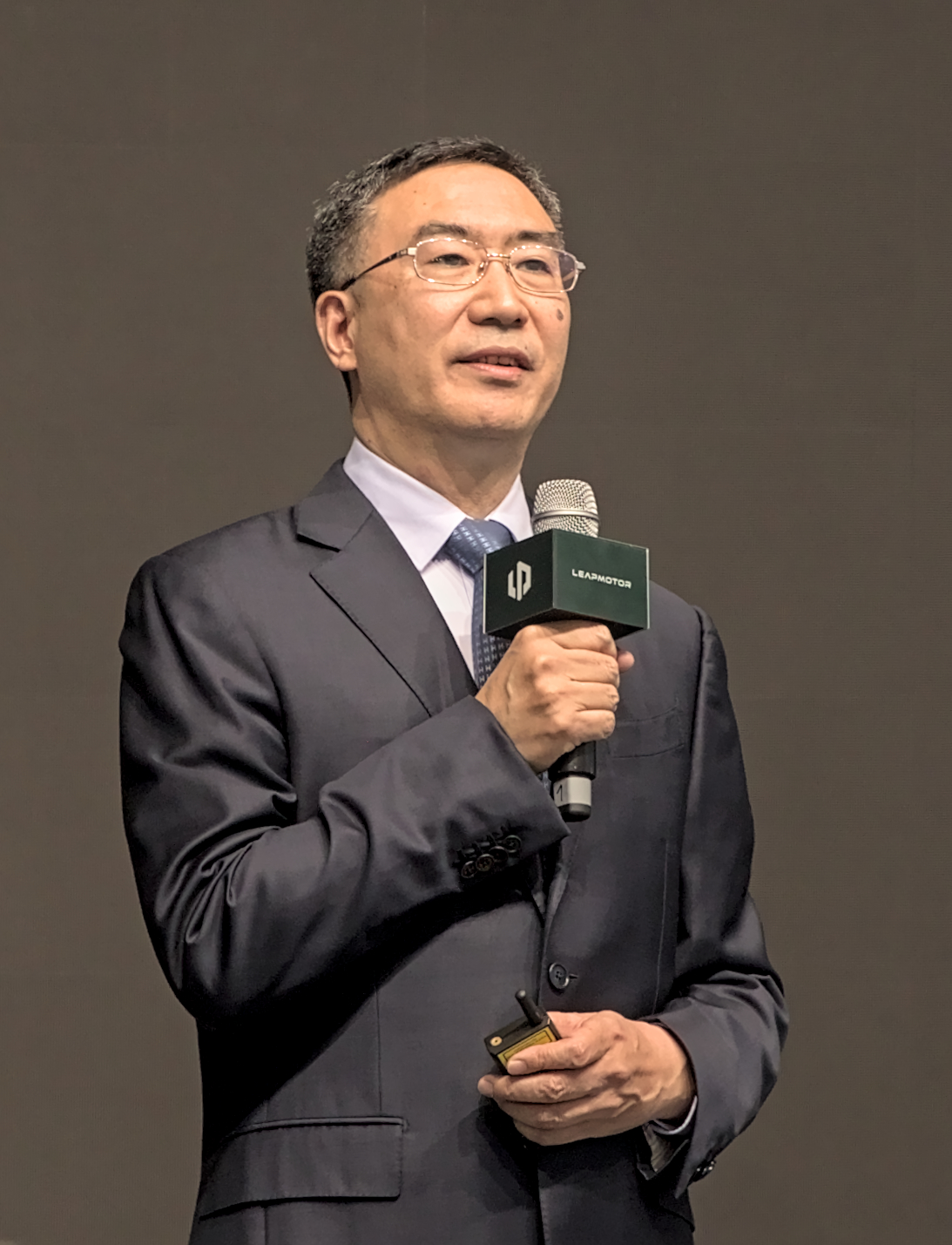
주장밍 2023

2015년 12월에 설립되었으며 중국 항저우에 본사를 두고 있으며, 2018년 6월 13일 CES 아시아에서 국내 최초의 인공지능(AI) 칩인 "링신 01"이 통합 검증 단계에 들어갔다고 발표하였다. 이 AI 칩은 Leapmotor와 Zhejiang Dahua Technology Co., Ltd(Dahua Technology)가 공동 개발했으며 2019년 2분기에 차량에서 테스트될 예정이다. 링신 01은 자율주행차용으로 설계되었으며 딥 러닝 기능과 최첨단 컴퓨팅 파워를 갖추고 있다. 회사는 전기 견인 모터, 차량 CPU, LED 조명과 같은 자체 부품을 개발 및 구축하여 고마진 부품을 수직적으로 통합한다.
2018년 10월, Leapmotor는 각각 S, T, C 차량 플랫폼을 기반으로 한 LP-S01, LP-T03, LP-C11을 포함하여 2018년부터 2021년까지 3개의 신모델을 출시할 계획이라고 발표했다.
2019년 6월, 첫 번째 제품인 Leapmotor S01 전기 2도어 쿠페가 중국 시장에 출시되었다. 프로토타입은 2017년 광저우 오토 쇼에서 선보였다. 당시 회사는 RMB 3억 8천만 위안의 자본을 조달했고 공장 건설이 시작되었다. S01은 원래 2018년 초에 LP-S01 쿠페로 선보였다. The first deliveries occurred of the S01 in June 2019.
2020년 5월, Leapmotor와 국유 중국 자동차 제조업체 FAW는 지능형 전기 자동차 모델을 공동 개발하기 위한 전략적 파트너십을 맺었다. 이 계약에는 지능형 전기 자동차 핵심 부품의 R&D, 제조, 생산 및 응용에 대한 공동 협력과 핵심 기본 기술 개발 및 생산 조치 혁신에 대한 추가 연구가 포함된다.
2020년 5월 11일, Leapmotor는 두 번째 양산형 EV인 Leapmotor T03 전기 시티카를 공식 출시했다. 이 차량은 총 3가지 모델로 출시되었으며, 보조금 이후 가격 범위는 65,800-75,800위안(약 9,280달러-10,691달러)이다. Leapmotor T03에는 36.5 kWh 용량의 배터리 팩과 403 km (250 mi) NEDC 순항 범위가 장착되어 있다.

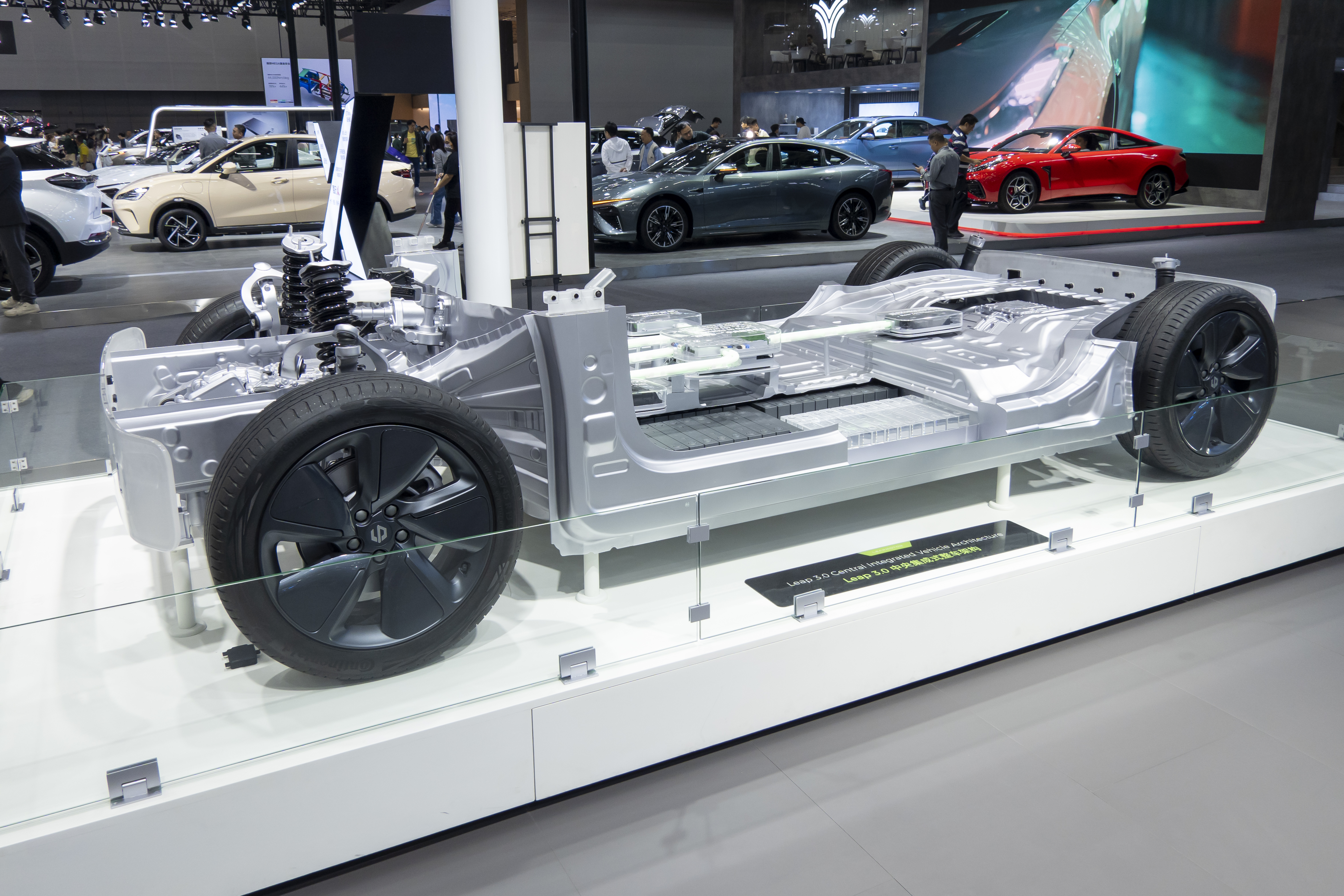
Auto Guangzhou 2023에서 선보이는 Leap 3.0 아키텍처 플랫폼

2020년 11월, Leapmotor는 2019년 C-More 컨셉트를 기반으로 한 세 번째 양산형 EV인 Leapmotor C11 전기 크로스오버를 공식 출시했다. C11은 400 kW (536 hp) 및 720 N·m (73.4 kg·m; 531 lb·ft)의 토크로 공동 정격화된 듀얼 전기 모터로 구동된다. Leapmotor C11의 주행 범위는 약 600 km (373 mi)이다.
2023년 8월, 폭스바겐 그룹의 중국 합작사 중 하나인 FAW-VW는 제타 브랜드로 중국 시장을 특별히 겨냥한 신형 전기 자동차 제조 플랫폼을 인수하기 위해 Leapmotor와 협의를 시작했다.
2023년 10월, Stellantis는 약 15억 유로 상당의 20% 지분을 인수하여 Leapmotor에 대한 관심을 표명했다. 이 전략적 파트너십을 통해 51:49 비율의 합작 투자 회사인 Leapmotor International이 설립되어 중국 외의 글로벌 시장에서 Leapmotor 자동차의 유통 및 생산을 용이하게 함으로써 회사의 확장 계획, 특히 유럽을 지원하게 되었다. 이 발표는 9월 IAA Mobility 2023에서 유럽 최초로 공개되었으며, 첫 번째 글로벌 제품인 대형 SUV Leapmotor C10이 공개되었다.
2024년 2월, Reuters는 Stellantis가 Mirafiori, Turin에 있는 이탈리아 공장에서 Leapmotor 모델을 생산할 가능성을 모색하고 있다고 보도했다. 그러나 한 달 후, Leapmotor T03 시티카가 Tychy에 있는 FCA Poland 공장에서 조립되기로 결정되었다.
2024년 5월 Leapmotor와 Stellantis Group은 Stellantis Group이 통제하는 51:49 비율의 Leapmotor International을 설립한다고 공동 발표했다.이 합작사는 중국을 제외한 글로벌 시장에 Leapmotor 자동차를 수출, 판매 및 제조할 독점권을 갖는다.2024년 9월부터 벨기에, 프랑스, 이탈리아, 독일, 그리스, 네덜란드, 루마니아, 스페인, 포르투갈 및 기타 국가를 포함하여 유럽에서 판매를 시작한다.2024년 4분기부터 시작한다.Leapmotor International은 인도와 아시아 태평양, 중동 및 아프리카(터키, 이스라엘, 프랑스 해외 영토) 및 남미(브라질, 칠레)에 진출한다.2025년부터 T03과 C10이 먼저 출시되는 6개의 신모델이 출시된다.향후 3년 동안 Leapmotor International은 매년 최소 1개의 신모델을 출시할 것이다.

## 주요 차종

### 현재 생산 차종
| 모델명 | 사진 | 사양 |                        |
| ------ | ---- | --- | ---------------------- |
| S01    |      | 차종: 스포츠카 차체형식: 2도어 (S) 스포츠 컴펙트 승차정원: 2명 배터리: 35.6 kWh (380 and 380 Pro) or 48 kWh (460 and 460 Pro) Li-ion 생산년도: 2019년 6월–2021 공개일: 2017년 11월 (오토 광저우)                                               |                        |
| T03    |      | 차종: 해치백 차체형식: 5도어 (A) 시티 카 승차정원: 4명 배터리: 21.6 kWh, 31.9 kWh, 38 kWh or 41 kWh Li-ion 생산년도: 2020년 5월~현재 공개일: 2020년 3월                                                                                        |                        |
| C11    |      | 차종: 스테이션 왜건 차체형식: 5도어 (J) 미드 사이즈 SUV 승차정원: 5명 배터리: 30.1 kWh (EREV 180), 43.74 kWh (EREV 285), 69.2 kWh (500), 89.55 kWh (650) or 89.97 kWh (580 AWD) Li-ion 생산년도: 2021년~현재 공개일: 2020년 12월 (오토 광저우) |                        |
| C01    |      | 차종: 세단 차체형식: 4도어 (D) 미드 사이즈 세단 승차정원: 5명 배터리: 62.8 kWh (525), 78.54 kWh (606) or 90 kWh (717 and 630 AWD) Li-ion 생산년도: 2022년~현재 공개일: 2022년 5월                                                              |                        |
| C10    |      | Body style: 스테이션 왜건 차체형식: 5도어 (J) 풀 사이즈 SUV 승차정원: 5명~7명 배터리: 생산년도: 예정 공개일: 2023년 9월 (2023 뮌헨 모터쇼) |                        |
| C16    |      | 2024년 4월 | 풀사이즈 SUV, EREV/BEV |

립모터 C01은 배터리 셀이 차체 하부에 직접 통합된 최초의 전기 자동차이다.

### 컨셉트 카
립모터에서 컨셉카 1종을 공개하였다.
| 모델명 | 사진 | 사양 |
| ------ | ---- | --- |
| C-More |      | Body style: 크로스오버 SUV 차체형식: 5도어 (J) Mid-size 승차정원: 7명 배터리: 발표일: 2019년 4월 (오토 상하이) |

## 판매 대수

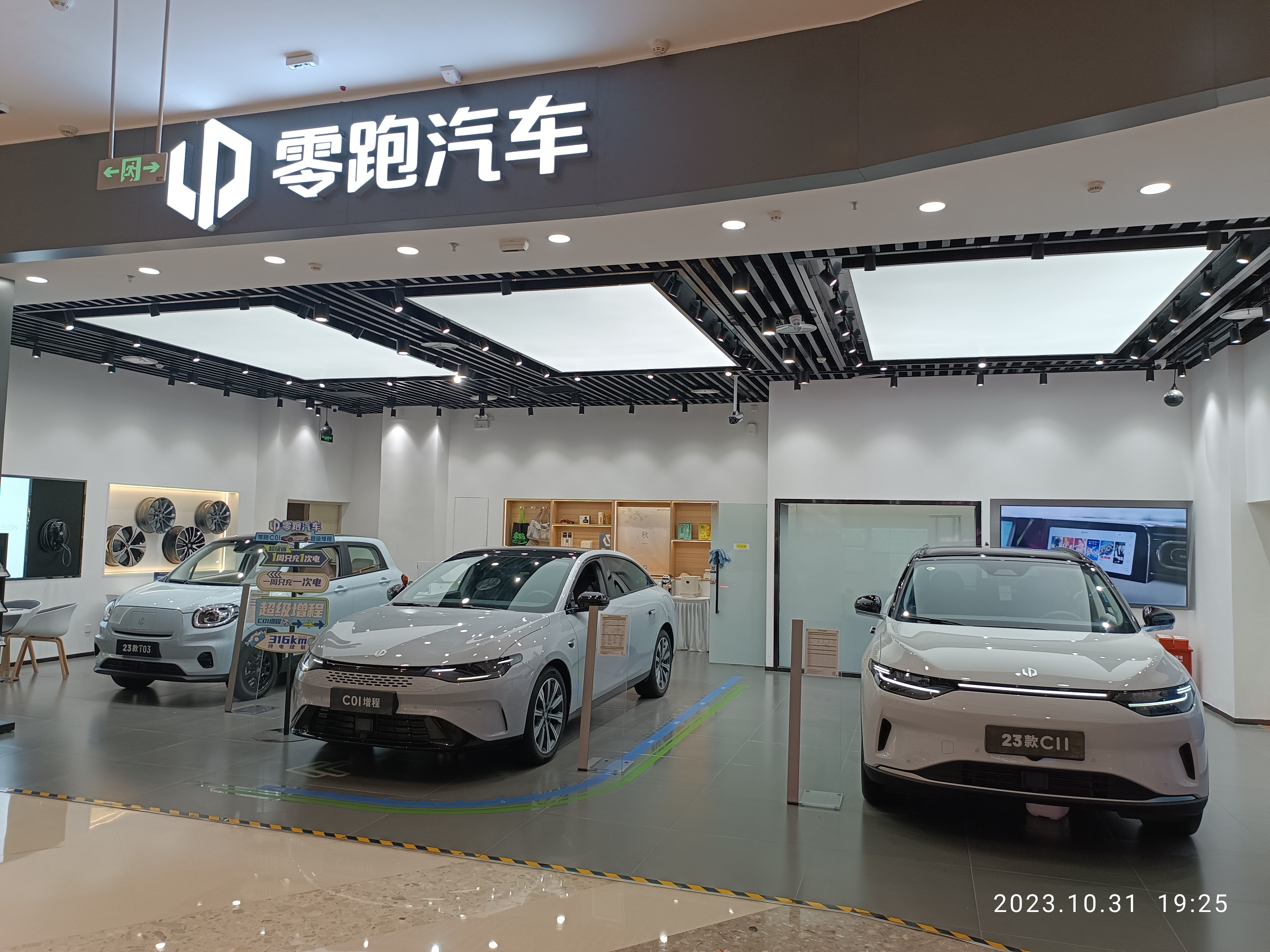
심천에 위치한 립모터 쇼룸

| 연도   | 대수      |
| ------ | --------- |
| 2019년 | 1,000대   |
| 2020년 | 11,391대  |
| 2021년 | 43,121대  |
| 2022년 | 111,168대 |
| 2023년 | 144,155대 |

## 같이 보기
- 중국의 자동차 산업
- 니오
- HiPhi
- 리오토
- GAC 아이온
- 비야디 자동차